# Wysoczyzna Leszczyńska
Wysoczyzna Leszczyńska (318.11) – część Niziny Południowowielkopolskiej.

## Położenie
Znajduje się pomiędzy pojezierzem Sławskim i Krzywińskim na północy a Pradoliną Głogowską na zachodzie, Kotliną Żmigrodzką na południu oraz Wysoczyzną Kaliską na wschodzie.

## Gospodarka
Wysoczyzna Leszczyńska charakteryzuje się wysokimi plonami zbóż, buraków cukrowych liczną obsadą bydła i trzody chlewnej. Dobre warunki do rozwoju rolnictwa powodują  korzystne warunki klimatyczne, ale także wysoka kultura rolna (kwalifikacje rolników, odpowiednia mechanizacja prac polowych i odpowiednie nawożenie).